# Campionato Italiano Velocità 2007
Il campionato italiano velocità 2007 è l'ottantaseiesima edizione del campionato italiano velocità. In questa annata sono attive quattro categorie: la Superbike, la Supersport, la Stock 1000 e la classe 125. La stagione inizia domenica 22 aprile al Mugello e, sempre sulla stessa pista in una seconda prova, si conclude il 14 ottobre.

## Stagione
Marco Borciani, con una Ducati 999 F06 del team Sterilgarda bissa il titolo della stagione precedente in Superbike. Borciani vince quattro delle sei gare in calendario e sopravanza di dodici punti il compagno di marca Norino Brignola, in forza al team Guandalini. Terzo classificato, lievemente più staccato in classifica, Mauro Lucchiari. Tra i costruttori prevale Ducati con cinque vittorie, la restante garaː l'evento conclusivo al Mugello, è vinta da Ayrton Badovini con MV Agusta. Anche in Supersport il titolo va al campione uscenteː Massimo Roccoli. Roccoli, con una YZF-R6 del Yamaha Team Italia, sopravanza di oltre quaranta punti Stefano Cruciani (con Honda) e il compagno di marca Gianluca Vizziello. Dominio Yamaha tra i costruttori con cinque vittorie e un secondo posto (a Vallelunga nell'unica gara vinta da Cruciani).
Nella Stock1000 la lotta per il titolo è appannaggio della coppia di piloti dello Yamaha Team Italia. Michele Pirro vince la gara inaugurale al Mugello e prende punti in tutte le altre conquistando quattro piazzamenti a podio. Claudio Corti vince tre gare ma, saltando la prima prova a Misano si deve accontentare del secondo posto a quattro punti da Pirro. Nella graduatoria dei costruttori prevale Yamaha con cinque vittorie su sei gare totali. La restante prova è stata vinta da Ilario Dionisi con una GSX-R1000 del team Cruciani Moto Suzuki Italia. Grande equilibrio nella classe 125 con i primi tre piloti racchiusi in quattro punti. A spuntarla è Roberto Lacalendola con l'Aprilia RS125R del team Ellegi Racing, staccato di tre punti il portacolori di Honda Gabriele Ferro (vincitore nell'ultima gara stagionale); terzo a quattro punti dal titolo è Simone Sancioni (una vittoria a Monza). Aprilia vince le prime cinque gare consecutive primeggiando tra i costruttori, seconda Honda e al terzo posto un'altra casa motociclistica italianaː Friba (che ottiene due piazzamenti a podio con Federico Mandatori).

## Calendario
Dove non indicata la nazionalità si intende pilota italiano.
| Prova | Data         | Circuito        | Vincitore       | Vincitore          | Vincitore      | Vincitore             |
| Prova | Data         | Circuito        | Superbike       | Supersport         | Stock 1000     | Classe 125            |
| ----- | ------------ | --------------- | --------------- | ------------------ | -------------- | --------------------- |
| 1     | 22 aprile    | Mugello prova 1 | Marco Borciani  | Massimo Roccoli    | Michele Pirro  | Roberto Lacalendola   |
| 2     | 6 maggio     | Monza           | Marco Borciani  | Massimo Roccoli    | Claudio Corti  | Simone Sancioni       |
| 3     | 10 giugno    | Vallelunga      | Marco Borciani  | Stefano Cruciani   | Matteo Baiocco | Ferruccio Lamborghini |
| 4     | 24 giugno    | Misano prova 1  | Marco Borciani  | Massimo Roccoli    | Ilario Dionisi | Gioele Pellino        |
| 5     | 16 settembre | Misano prova 2  | Norino Brignola | Gianluca Vizziello | Claudio Corti  | Roberto Lacalendola   |
| 6     | 14 ottobre   | Mugello prova 2 | Ayrton Badovini | Massimo Roccoli    | Claudio Corti  | Gabriele Ferro        |

## Classifiche

### Superbike
Vi sono delle diversità tra la classifica piloti ed i resoconti di gara in tre delle prove previsteː Monza, Vallelunga e Mugello. Il venezuelano Robertino Pietri, su Yamaha, si ritira a Monza e chiude decimo nella prova finale del Mugello. Lo statunitense Will Gruy, anch'egli su Yamaha, chiude ventunesimo a Vallelunga. Gli altri piloti giunti oltre queste posizioni, nelle gare portate a termine dalle wild card senza punti, scalano in avanti in classifica.

#### Elenco Partecipanti[28]
Dove non indicata la nazionalità si intende pilota italiano.
| Nº  | Pilota                | Motoclub            | Squadra                | Motocicletta     | Gomma |
| --- | --------------------- | ------------------- | ---------------------- | ---------------- | ----- |
| 1   | Marco Borciani        | Biassono            | Team Sterilgarda       | Ducati 999       | P     |
| 5   | Alessia Polita        | Leone Rampante      |                        | Suzuki GSX-R1000 | P     |
| 7   | Alfonso Castaldo      | Crazy Old Man       |                        | Suzuki GSX-R1000 | P     |
| 8   | Andrea Mazzali        | Svalvolati          | Team Factory SBK       | MV Agusta        | P     |
| 9   | Andrea Mugnai         | Firenze 0003        |                        | Yamaha YZF-R1    | P     |
| 10  | Lorenzo Mauri         | Whitespeedteam      | Team Spring Ducati     | Ducati 999       | P     |
| 10  | Lorenzo Mauri         | Whitespeedteam      | Team Spring Ducati     | Ducati 999       | D     |
| 11  | Mauro Lucchiari       | Ducati Padova       | GPM Racing Chemiba     | Ducati 999       | D     |
| 17  | Roberto Bosio         | Drivers             | M2 Racing              | Kawasaki ZX-10R  | D     |
| 17  | Roberto Bosio         | Drivers             | Pro Con by Alpi Racing | Kawasaki ZX-10R  | D     |
| 19  | Lucio Pedercini       | Bergamonti          | Team Pedercini         | Ducati 999       | D     |
| 21  | Massimiliano Doscioli | Firenze             |                        | Suzuki GSX-R1000 | P     |
| 22  | Ferdinando Di Maso    | AM Modenese         | Boselli Racing         | Suzuki GSX-R1000 | P     |
| 23  | Ulisse Facchetti      | Lampadina           |                        | Suzuki GSX-R1000 | D     |
| 24  | Luca Conforti         | Lumezzane           | Emmebi Team            | Honda CBR1000RR  | P     |
| 25  | Emanuele Vicini       | Due Due Due         | Passione Moto FI       | Yamaha YZF-R1    | P     |
| 27  | Vittorio Scatola      | Biassono            |                        | Yamaha YZF-R1    | P     |
| 29  | Massimo Signorin      | Thiene              |                        | Honda CBR1000RR  | D     |
| 32  | Massimo Acconero      | Paolo Tordi         |                        | Honda CBR1000RR  | P     |
| 33  | Sandro Cocchi         | Portomaggiore       |                        | Honda CBR1000RR  | P     |
| 36  | Valter Durigon        | Omobono Tenni       | Temerario Team         | Yamaha YZF-R1    | P     |
| 37  | Davide Caselli        | Fiorano             | Metasystem RS          | Yamaha YZF-R1    | P     |
| 39  | Alessandro Gramigni   | Firenze             | Yamaha 391 Racing      | Yamaha YZF-R1    | D     |
| 40  | Robertino Pietri      | FVM                 |                        | Yamaha YZF-R1    | P     |
| 41  | Germano Bertuzzi      | Loris Reggiani      | Kuja Racing            | Honda CBR1000RR  | D     |
| 44  | Andrea Di Giannicola  | Moto X Racing       | Moto X Racing          | Suzuki GSX-R1000 | P     |
| 49  | Enzo Chiapello        | Drivers             | M2 Racing              | Kawasaki ZX-10R  | D     |
| 50  | Dante Del Vecchio     | Firenze             | Passione Moto FI       | Honda CBR1000RR  | P     |
| 51  | Davide Grandi         | Santerno            | Grandi Corse           | Yamaha YZF-R1    | P     |
| 57  | Simone Conti          | Valli di Portomagno | Grandi Corse           | Yamaha YZF-R1    | P     |
| 58  | Robert Gianfardoni    | Ducale              | RG Team                | Yamaha YZF-R1    | P     |
| 59  | Riccardo Bertolini    | AM Modenese         | Boselli Racing         | Suzuki GSX-R1000 | P     |
| 61  | Alessandro Filippini  | Lampadina           |                        | Yamaha YZF-R1    | D     |
| 64  | Norino Brignola       | Città di Fiano      | Guandalini Racing      | Ducati 999       | P     |
| 66  | Paolo Costa           | Osio Sotto          |                        | Suzuki GSX-R1000 | P     |
| 66  | Paolo Costa           | Osio Sotto          | D                      | Suzuki GSX-R1000 |       |
| 72  | Devid Fiorini         | Estense             | Pro Com Racing         | Kawasaki ZX-10R  | P     |
| 74  | Filippo Bondioli      | Migliori            | Ram Racing Team        | Yamaha YZF-R1    | P     |
| 76  | Luca Chiavazza        | Cocconato           | EVR Corse              | MV Agusta        | P     |
| 76  | Luca Chiavazza        | Cocconato           | M.P. Racing by EVR     | MV Agusta        | P     |
| 79  | Marco Tonini          | Pompone             |                        | Yamaha YZF-R1    | P     |
| 82  | Gianluca Battisti     | Paolo Tordi         | 44 Racing Team         | Honda CBR1000RR  | D     |
| 82  | Gianluca Battisti     | Paolo Tordi         | 44 Racing Team         | Honda CBR1000RR  | P     |
| 83  | Riccardo Volpi        | Asso di Spade       |                        | MV Agusta        | P     |
| 84  | Fabio Laviola         | Heraklea            |                        | MV Agusta        | P     |
| 86  | Ayrton Badovini       | Biassono            | Unionbike Gimotosports | MV Agusta        | P     |
| 89  | Mauro Pellegrini      | Paolo Tordi         |                        | Honda CBR1000RR  | P     |
| 89  | Mauro Pellegrini      | Paolo Tordi         | D                      | Honda CBR1000RR  |       |
| 90  | Will Gruy             | AMA                 | Amadeus X-One          | Yamaha YZF-R1    | P     |
| 91  | Christian Mazzoleri   | Racing de Berghem   | Emmebi Team            | Honda CBR1000RR  | P     |
| 92  | Mauro Sanchini        | Misano Adriatico    |                        | Kawasaki ZX-10R  | P     |
| 93  | Ilario Lovino         | Motorsannio         |                        | Yamaha YZF-R1    | P     |
| 94  | Fulvio Faccietti      | Bisso Galeto        | Ram Racing Team        | Yamaha YZF-R1    | D     |
| 96  | Luca Pini             | Ducale              | Playbike               | Yamaha YZF-R1    | P     |
| 99  | Federico Clementini   | Spoleto             | Amadeus X-One          | Yamaha YZF-R1    | P     |
| 100 | Giovanni Baggi        | Pandino             | Team Pedercini         | Ducati 999       | D     |
| 101 | Walter Bartolini      | Proline             | Team Factory SBK       | MV Agusta        | P     |
| 111 | Ugo Laudati           | Crazy Old Man       |                        | Suzuki GSX-R1000 | M     |
| 111 | Ugo Laudati           | Crazy Old Man       | P                      | Suzuki GSX-R1000 |       |
| 112 | Stefano Brugnaro      | Bari                |                        | Yamaha YZF-R1    | P     |
| 113 | Paolo Blora           | G.S. Fiamme Oro     | Penta Race             | Suzuki GSX-R1000 | P     |
| 117 | Giuseppe Zannini      | Baracca             | Grifo's Team           | Ducati 999       | P     |
| 119 | Alessandro Calzolari  | Firenze             |                        | Suzuki GSX-R1000 | D     |
| 119 | Alessandro Calzolari  | Firenze             | P                      | Suzuki GSX-R1000 |       |
| 122 | Luca Morelli          | Motorsannio         | Team Pedercini         | Ducati 999       | D     |
| 131 | Matteo Milanese       | Bisso Galeto        | Ram Racing Team        | Yamaha YZF-R1    | D     |
| 155 | Federico Soliani      | Ducale              | Amadeus X-One          | Yamaha YZF-R1    | M     |
| 190 | Roberto Festa         | CF Promotion        |                        | Yamaha YZF-R1    | D     |
| 191 | Walter Tortoroglio    | Biassono            | M2 Racing              | Honda CBR1000RR  | D     |
| 191 | Walter Tortoroglio    | Biassono            | M2 Racing              | Honda CBR1000RR  | P     |
| 211 | Christian Brugnone    | Aqui Terme          |                        | Ducati 999       | D     |
| 215 | Alessandro Sellone    | CF Promotion        | EVR Corse              | Ducati 999       | D     |
| 312 | Luca Scassa           | A.M. Aretina        | Team Factory SBK       | MV Agusta        | P     |

| Legenda            |
| ------------------ |
| Pilota wildcard    |
| Pilota sostitutivo |

#### Classifica Piloti[29]
| Pos. | Pilota               | Moto      | 1 MUG1 | 2 MON | 3 VAL | 4 MIS1 | 5 MIS2 | 6 MUG2 | P.ti |
| ---- | -------------------- | --------- | ------ | ----- | ----- | ------ | ------ | ------ | ---- |
| 1    | Marco Borciani       | Ducati    | 1      | 1     | 1     | 1      | 2      | 4      | 133  |
| 2    | Norino Brignola      | Ducati    | 2      | 3     | 2     | 2      | 1      | 2      | 121  |
| 3    | Mauro Lucchiari      | Ducati    | 3      | 5     | 5     | 4      | 4      | 5      | 75   |
| 4    | Ayrton Badovini      | MV Agusta | Rit    | 2     | 3     | Rit    | Rit    | 1      | 61   |
| 5    | Alessandro Gramigni  | Yamaha    | 4      | 7     | 8     | 6      | 8      | 8      | 56   |
| 6    | Luca Conforti        | Honda     | Rit    | Rit   | 4     | 3      | 6      | 6      | 49   |
| 7    | Lorenzo Mauri        | Ducati    | 6      | 6     | Rit   | 8      | 5      | 7      | 48   |
| 8    | Luca Pini            | Yamaha    | 5      | Rit   | 6     | 7      | 3      |        | 46   |
| 9    | Davide Caselli       | Yamaha    | 14     |       | 7     | 5      | 7      | 9      | 38   |
| 10   | Ferdinando Di Maso   | Suzuki    | 7      | 13    | 10    | 9      | 9      | Rit    | 32   |
| 11   | Andrea Di Giannicola | Suzuki    | 9      | 9     | 11    | 13     | Rit    | 14     | 24   |
| 12   | Luca Scassa          | MV Agusta |        |       |       |        |        | 3      | 16   |
| 13   | Simone Conti         | Yamaha    | 12     | 12    | Rit   | Rit    | 12     | 12     | 16   |
| 14   | Walter Bartolini     | MV Agusta | 13     | 11    |       | 12     | 13     | Rit    | 15   |
| 15   | Fulvio Faccietti     | Yamaha    | 8      |       |       | 28     | 10     | 23     | 14   |
| 16   | Andrea Mazzali       | MV Agusta | 11     | Rit   | 9     | 14     |        |        | 14   |
| 17   | Giuseppe Zannini     | Ducati    | 10     | Rit   | 21    | 18     | 11     | 13     | 14   |
| 18   | Paolo Blora          | Suzuki    | 19     | Rit   | 12    | 11     |        | 11     | 14   |
| 19   | Mauro Sanchini       | Kawasaki  |        | 4     |       |        |        |        | 13   |
| 20   | Luca Morelli         | Ducati    | Rit    | 8     |       |        |        |        | 8    |
| 21   | Roberto Festa        | Yamaha    |        |       |       |        |        | 10     | 6    |
| 22   | Gianluca Battisti    | Honda     | 25     | Rit   |       | 10     | 17     |        | 6    |
| 23   | Vittorio Scatola     | Yamaha    |        | 10    |       |        |        |        | 6    |
| 24   | Devid Fiorini        | Kawasaki  | 28     | 14    | 13    | 15     | Rit    | 18     | 6    |
| 25   | Walter Tortoroglio   | Kawasaki  |        |       |       |        | 14     | 19     | 2    |
| 26   | Alessia Polita       | Suzuki    |        |       | 14    |        |        |        | 2    |
| 27   | Davide Grandi        | Yamaha    | 26     | 15    | 17    | NP     | 16     | 15     | 2    |
| 28   | Massimo Acconero     | Honda     | 15     | Rit   | 20    | 17     | 15     |        | 2    |
| 29   | Alessandro Calzolari | Suzuki    |        |       | 15    |        |        |        | 1    |
| Pos. | Pilota               | Moto      | 1 MUG1 | 2 MON | 3 VAL | 4 MIS1 | 5 MIS2 | 6 MUG2 | P.ti |

| Legenda | 1º posto        | 2º posto            | 3º posto           | A punti      | Senza punti        | Grassetto – Pole position Corsivo – Giro più veloce |
| Legenda | Gara non valida | Non qual./Non part. | Ritirato/Non class | Squalificato | '-' Dato non disp. | Grassetto – Pole position Corsivo – Giro più veloce |

#### Classifica Costruttori[3]
| Pos. | Costruttore | 1 MUG1 | 2 MON | 3 VAL | 4 MIS1 | 5 MIS2 | 6 MUG2 | P.ti |
| ---- | ----------- | ------ | ----- | ----- | ------ | ------ | ------ | ---- |
| 1    | Ducati      | 1      | 1     | 1     | 1      | 1      | 2      | 145  |
| 2    | MV Agusta   | 11     | 2     | 3     | 12     | 13     | 1      | 73   |
| 3    | Yamaha      | 4      | 7     | 6     | 5      | 3      | 8      | 67   |
| 4    | Honda       | 13     | 15    | 4     | 3      | 6      | 6      | 51   |
| 5    | Suzuki      | 7      | 9     | 10    | 9      | 9      | 12     | 40   |
| 6    | Kawasaki    | 24     | 4     | 13    | 15     | 14     | 18     | 19   |

### Supersport
Vi sono delle diversità tra la classifica piloti ed i resoconti di gara nelle prime due prove del Mugello e di Monza in quanto vi prendono parte, come wild card senza punti, lo svedese Nicklas Cajback, su Honda (25º al Mugello); e lo spagnolo Yannick Guerra, su Yamaha (30º a Monza). Gli altri piloti, giunti oltre queste posizioni, scalano in avanti in classifica.

#### Classifica Piloti[30]
Dove non indicata la nazionalità si intende pilota italiano. Le motociclette in competizione sono equipaggiate con pneumatici forniti da Pirelli, Dunlop e Metzeler.
| Pos. | Pilota                 | Moto             | 1 MUG1 | 2 MON | 3 VAL | 4 MIS1 | 5 MIS2 | 6 MUG2 | P.ti |
| ---- | ---------------------- | ---------------- | ------ | ----- | ----- | ------ | ------ | ------ | ---- |
| 1    | Massimo Roccoli        | Yamaha           | 1      | 1     | 2     | 1      | 2      | 1      | 140  |
| 2    | Stefano Cruciani       | Honda            | 5      | 3     | 1     | 2      | 3      | 6      | 98   |
| 3    | Gianluca Vizziello     | Yamaha           | 2      | 2     | Rit   | 3      | 1      | 3      | 97   |
| 4    | Danilo Marrancone      | Yamaha           | 3      | 5     | 3     | Rit    | 12     | 4      | 60   |
| 5    | Cristiano Migliorati   | Kawasaki         | 4      | 4     | 9     | 5      | 6      | 10     | 60   |
| 6    | Alex Sassaro           | Yamaha           | 12     | 7     | 8     | 6      | 5      | 7      | 51   |
| 7    | Alessio Corradi        | Yamaha e Ducati  | 9      | 10    |       | 7      | 8      | 5      | 41   |
| 8    | Roberto Lunedei        | Honda            | 11     | 11    | 12    | 8      | 7      | 9      | 38   |
| 9    | Ivan Clementi          | Triumph          |        |       |       | 14     | 4      | 2      | 35   |
| 10   | Alessio Velini         | Yamaha e Honda   |        | 9     | 11    | 4      | Rit    | Rit    | 33   |
| 11   | Alessandro Brannetti   | Yamaha           | 7      | 12    | 5     | Rit    | 14     | 12     | 30   |
| 12   | Diego Giugovaz         | Kawasaki         |        |       | 6     | 11     | 10     | 8      | 29   |
| 13   | Mirko Giansanti        | Yamaha           | 6      | 18    | 10    | 9      | 13     | 13     | 29   |
| 14   | Gilles Boccolini       | Kawasaki         |        | 6     | 7     |        |        |        | 19   |
| 15   | Claudio Cipriani       | Yamaha           | 15     | 8     | 14    | Rit    | 18     | 11     | 16   |
| 16   | Sebastiano Zerbo       | Yamaha           | Rit    | 19    | 4     | Rit    |        |        | 13   |
| 17   | Diego Ciavattini       | Honda            | Rit    | 20    | 18    | 10     | 9      | 17     | 13   |
| 18   | Franco Battaini        | Yamaha           | Rit    | 17    | Rit   | 15     | 11     | 14     | 8    |
| 19   | Francesco Ciacci       | Yamaha           | 16     | 13    | 17    | 12     | 17     | Rit    | 7    |
| 20   | Michele De Luca        | Kawasaki         | 13     | 26    | 13    | Rit    | 19     | 15     | 7    |
| 21   | Flavio Augusto Gentile | Triumph e Yamaha | 14     | Rit   | 15    | 13     | 15     | 23     | 7    |
| 22   | Alessandro Antonello   | Kawasaki         | 10     | Rit   |       |        |        |        | 6    |
| 23   | Daniel Brunelli        | Yamaha           | Rit    | 14    | Rit   |        | Rit    |        | 2    |
| 24   | Michele Magnoni        | Yamaha           |        | 15    |       |        |        |        | 1    |
| Pos. | Pilota                 | Moto             | 1 MUG1 | 2 MON | 3 VAL | 4 MIS1 | 5 MIS2 | 6 MUG2 | P.ti |

| Legenda | 1º posto        | 2º posto            | 3º posto           | A punti      | Senza punti        | Grassetto – Pole position Corsivo – Giro più veloce |
| Legenda | Gara non valida | Non qual./Non part. | Ritirato/Non class | Squalificato | '-' Dato non disp. | Grassetto – Pole position Corsivo – Giro più veloce |

#### Classifica Costruttori[3]
| Pos. | Costruttore | 1 MUG1 | 2 MON | 3 VAL | 4 MIS1 | 5 MIS2 | 6 MUG2 | P.ti |
| ---- | ----------- | ------ | ----- | ----- | ------ | ------ | ------ | ---- |
| 1    | Yamaha      | 1      | 1     | 2     | 1      | 1      | 1      | 145  |
| 2    | Honda       | 5      | 3     | 1     | 2      | 3      | 6      | 98   |
| 3    | Kawasaki    | 4      | 4     | 6     | 5      | 6      | 8      | 65   |
| 4    | Triumph     | 14     | 23    | 15    | 14     | 4      | 2      | 38   |
| 5    | Ducati      |        |       |       | 7      | 8      | 5      | 28   |
| NC   | Suzuki      | 20     | 22    | 27    | 19     | 20     | 20     | 0    |

### Stock 1000

#### Classifica Piloti[31]
Dove non indicata la nazionalità si intende pilota italiano. Le motociclette in competizione sono equipaggiate con pneumatici forniti da Pirelli, Dunlop, Metzeler e Continental.
| Pos. | Pilota                | Moto              | 1 MUG1 | 2 MON | 3 VAL | 4 MIS1 | 5 MIS2 | 6 MUG2 | P.ti |
| ---- | --------------------- | ----------------- | ------ | ----- | ----- | ------ | ------ | ------ | ---- |
| 1    | Michele Pirro         | Yamaha            | 1      | 3     | 2     | 2      | 2      | 5      | 112  |
| 2    | Claudio Corti         | Yamaha            | 2      | 1     | 4     |        | 1      | 1      | 108  |
| 3    | Ilario Dionisi        | Suzuki            | 4      | 6     | 5     | 1      | 3      | 2      | 95   |
| 4    | Matteo Baiocco        | Yamaha            | 3      | 2     | 1     | Rit    | Rit    | 3      | 77   |
| 5    | Terence Toti          | Yamaha            | 8      | 4     | 3     | 3      | Rit    | Rit    | 53   |
| 6    | Maurizio Prattichizzo | Suzuki            | 5      | Rit   | 6     | 4      | 6      | 7      | 53   |
| 7    | Alessio Aldorvandi    | Yamaha            | Rit    | 10    | 12    | 11     | 5      | 4      | 39   |
| 8    | Danilo Dell'Omo       | MV Agusta         | 10     | 8     | 9     | 8      | 9      | Rit    | 36   |
| 9    | Fabrizio Pellizzon    | Ducati e Yamaha   | 6      | 18    | 7     | Rit    |        | 6      | 29   |
| 10   | Ivan Goi              | Suzuki            | Rit    | 29    | 8     | 10     | 4      | Rit    | 27   |
| 11   | Vittorio Iannuzzo     | Kawasaki          | 7      | Rit   | Rit   | 5      | Rit    | 14     | 22   |
| 12   | Giacomo Romanelli     | Ducati            | Rit    | 20    | 13    | 7      | 12     | 10     | 22   |
| 13   | Fabrizio Perotti      | Yamaha            | Rit    | Rit   | Rit   | 13     | 7      | 8      | 20   |
| 14   | Andrea Iommi          | Kawasaki          | 13     | 7     | Rit   | Rit    | 13     | 12     | 19   |
| 15   | Roberto Rozza         | MV Agusta         | 9      | 5     |       |        |        |        | 18   |
| 16   | Luca Verdini          | Yamaha            | 16     | 19    | 20    | 9      | 8      | 13     | 18   |
| 17   | Leonardo Biliotti     | MV Agusta         | Rit    | Rit   | 14    | 6      | 11     | Rit    | 17   |
| 18   | Alessandro Melone     | Suzuki            | 11     | 9     | NP    |        |        |        | 12   |
| 19   | Diego Tocca           | Yamaha e Ducati   | 20     | 12    | NP    | 14     | 10     | 18     | 12   |
| 20   | Simone Saltarelli     | Suzuki            | 23     | 14    | 21    | 15     | Rit    | 9      | 10   |
| 21   | Gino Salvatore        | Yamaha            | 14     | 17    | 10    |        | 15     | 15     | 10   |
| 22   | Enrico Sirch          | Honda             | 12     | Rit   | 18    | Rit    | 16     | 11     | 9    |
| 23   | Federico Pica         | Yamaha            | Rit    | 16    | 11    | 16     | Rit    |        | 5    |
| 24   | Hervé Gantner         | Honda             | 18     | 11    | 16    | Rit    |        |        | 5    |
| 25   | Fabio Laviola         | MV Agusta         |        |       | 15    | 12     |        |        | 5    |
| 26   | Lorenzo Baroni        | Ducati            | 15     | 13    | Rit   |        | Rit    |        | 4    |
| 27   | Tommaso Lorenzetti    | Kawasaki e Yamaha | 17     | Rit   |       |        | 14     |        | 2    |
| 28   | Juri Proietto         | Kawasaki          | Rit    | 15    | 26    | Rit    |        | 17     | 1    |
| Pos. | Pilota                | Moto              | 1 MUG1 | 2 MON | 3 VAL | 4 MIS1 | 5 MIS2 | 6 MUG2 | P.ti |

| Legenda | 1º posto        | 2º posto            | 3º posto           | A punti      | Senza punti        | Grassetto – Pole position Corsivo – Giro più veloce |
| Legenda | Gara non valida | Non qual./Non part. | Ritirato/Non class | Squalificato | '-' Dato non disp. | Grassetto – Pole position Corsivo – Giro più veloce |

#### Classifica Costruttori[3]
| Pos. | Costruttore | 1 MUG1 | 2 MON | 3 VAL | 4 MIS1 | 5 MIS2 | 6 MUG2 | P.ti |
| ---- | ----------- | ------ | ----- | ----- | ------ | ------ | ------ | ---- |
| 1    | Yamaha      | 1      | 1     | 1     | 2      | 1      | 1      | 145  |
| 2    | Suzuki      | 4      | 6     | 5     | 1      | 3      | 2      | 95   |
| 3    | MV Agusta   | 9      | 5     | 9     | 6      | 9      | 21     | 42   |
| 4    | Ducati      | 6      | 13    | 13    | 7      | 10     | 6      | 41   |
| 5    | Kawasaki    | 7      | 7     | 26    | 5      | 13     | 12     | 36   |
| 6    | Honda       | 12     | 11    | 16    | Rit    | 16     | 11     | 14   |

### Classe 125
Vi sono delle diversità tra la classifica piloti ed i resoconti di alcune gare in quanto vi prendono parte, come wild card senza punti, i seguenti piloti:
- Yannick Freymond, su Honda, si classifica quindicesimo nella gara inaugurale al Mugello.
- Marco Tresoldi, su Honda, si classifica ventunesimo a Vallelunga.
- Randy Pagaud, su Honda, si classifica diciassettesimo nella seconda prova a Misano.
- Thomas Caiani, su Aprilia, si classifica diciannovesimo nella seconda prova a Misano e quattordicesimo nell'evento finale al Mugello.
- Valentin Debise, su Honda, si classifica ventiseiesimo nella seconda prova a Misano e si ritira nell'evento finale al Mugello.
- K. Slazay, su Honda, si classifica ventisettesimo nella seconda prova a Misano.
- Bastien Chesaux, su Aprilia, si classifica tredicesimo nell'evento finale al Mugello.
- Louis Rossi, su Honda, si ritira nell'evento finale al Mugello.
- Steve Jenkner, su Moro R., si ritira nell'evento finale al Mugello.

Gli altri piloti scalano in avanti in classifica nelle gare portate a termine dai piloti sopracitati.

#### Classifica Piloti[32]
Dove non indicata la nazionalità si intende pilota italiano. Tutte le motociclette in competizione sono equipaggiate con pneumatici forniti dalla Dunlop.
| Pos. | Pilota                | Moto    | 1 MUG1 | 2 MON | 3 VAL | 4 MIS1 | 5 MIS2 | 6 MUG2 | P.ti |
| ---- | --------------------- | ------- | ------ | ----- | ----- | ------ | ------ | ------ | ---- |
| 1    | Roberto Lacalendola   | Aprilia | 1      | 2     | 4     | 5      | 1      | Rit    | 94   |
| 2    | Gabriele Ferro        | Honda   | 3      | 4     | 5     | 4      | 4      | 1      | 91   |
| 3    | Simone Sancioni       | Aprilia | 2      | 1     | 7     | 3      | 2      | Rit    | 90   |
| 4    | Federico Mandatori    | Friba   | 6      | 9     | 3     | 2      | Rit    | Rit    | 53   |
| 5    | Riccardo Moretti      | Honda   | Rit    | 7     | 6     | 10     | 3      | 6      | 51   |
| 6    | Fabio Massei          | Aprilia | 4      | 22    | 9     | 8      | 7      | 10     | 43   |
| 7    | Alessio Palumbo       | Aprilia | Rit    | 8     | 2     | 6      |        |        | 38   |
| 8    | Marco Ravaioli        | Aprilia | 10     | 10    | 11    | 11     | 9      | 7      | 38   |
| 9    | Ferruccio Lamborghini | Aprilia | 5      | Rit   | 1     | Rit    |        |        | 36   |
| 10   | Lorenzo Savadori      | Aprilia | Rit    | 3     | Rit   |        |        | 2      | 36   |
| 11   | Davide Stirpe         | Honda   | 18     | 14    | 13    | 9      | 5      | 4      | 36   |
| 12   | Gioele Pellino        | Aprilia |        |       |       | 1      | 6      | Rit    | 35   |
| 13   | Michele Conti         | Honda   | Rit    | 6     | 12    | 7      | 27     | 5      | 34   |
| 14   | Nico Vivarelli        | Honda   | Rit    | 5     | Rit   | Rit    | Rit    | 3      | 27   |
| 15   | Stefano Musco         | Honda   | 7      | 11    | 8     | 14     | 19     | Rit    | 24   |
| 16   | Davide Zenari         | Honda   | 8      | Rit   | 10    | 15     | 8      |        | 23   |
| 17   | Simone Bugatti        | Honda   | 13     | 12    | Rit   | 20     | 13     | 9      | 17   |
| 18   | Andrea Mosca          | Aprilia | 9      | 15    | Rit   | 16     | 14     | 11     | 15   |
| 19   | Luca Marconi          | Honda   | Rit    | 23    | 14    | 13     | 11     | 12     | 14   |
| 20   | Alessio Capuano       | Aprilia |        |       |       |        |        | 8      | 8    |
| 21   | Federico Pavan        | Honda   | Rit    | 20    |       | 12     | 12     |        | 8    |
| 22   | Davide Ciavatta       | Honda   |        |       |       | 17     | 10     |        | 6    |
| 23   | Erik Fabbi            | Aprilia | 11     | 18    | 23    | 21     | 15     | Rit    | 6    |
| 24   | Ruggero Scambia       | Honda   | 12     |       |       |        |        |        | 4    |
| 25   | Pietro Maglioni       | Honda   | 21     | 19    | Rit   | Rit    | 17     | 13     | 3    |
| 26   | Davide Manfrinati     | Honda   | 16     | 13    | 17    | 24     | 26     | Rit    | 3    |
| 27   | Nicolas Stizza        | Aprilia |        |       | 20    | Rit    | 23     | 14     | 2    |
| 28   | Jacopo Caraffini      | Honda   | 14     | Rit   | 19    | 22     | Rit    | Rit    | 2    |
| 29   | Riccardo Passari      | Aprilia | Rit    | Rit   | 21    |        | 21     | 15     | 1    |
| 30   | Armando Narduzzi      | Honda   |        |       | 15    | Rit    |        |        | 1    |
| 31   | Roberto Marchetti     | Aprilia | 15     |       | Rit   | 28     | NP     |        | 1    |
| Pos. | Pilota                | Moto    | 1 MUG1 | 2 MON | 3 VAL | 4 MIS1 | 5 MIS2 | 6 MUG2 | P.ti |

| Legenda | 1º posto        | 2º posto            | 3º posto           | A punti      | Senza punti        | Grassetto – Pole position Corsivo – Giro più veloce |
| Legenda | Gara non valida | Non qual./Non part. | Ritirato/Non class | Squalificato | '-' Dato non disp. | Grassetto – Pole position Corsivo – Giro più veloce |

#### Classifica Costruttori[3]
| Pos. | Costruttore | 1 MUG1 | 2 MON | 3 VAL | 4 MIS1 | 5 MIS2 | 6 MUG2 | P.ti |
| ---- | ----------- | ------ | ----- | ----- | ------ | ------ | ------ | ---- |
| 1    | Aprilia     | 1      | 1     | 1     | 1      | 1      | 2      | 145  |
| 2    | Honda       | 3      | 4     | 5     | 4      | 3      | 1      | 94   |
| 3    | Friba       | 6      | 9     | 3     | 2      | Rit    | Rit    | 53   |
| NC   | Moro R.     |        |       |       |        |        | Rit    | 0    |

## Sistema di punteggio
| Pos.  | 1  | 2  | 3  | 4  | 5  | 6  | 7 | 8 | 9 | 10 | 11 | 12 | 13 | 14 | 15 | 16> |
| Punti | 25 | 20 | 16 | 13 | 11 | 10 | 9 | 8 | 7 | 6  | 5  | 4  | 3  | 2  | 1  | 0   |